# Мария Комнина (кралица на Унгария)
Вижте пояснителната страница за други личности с името Мария Комнина.
Мария Комнина (1144 – 1190) е византийска принцеса и унгарска кралица за кратко през 1163 г.

## Биография
Родена е през 1144 г. в Константинопол. Тя е внучка на император Йоан II Комнин и унгарската принцеса Пирошка Арпад. Мария е дъщеря на третия им син, Исак Комнин, и първата му съпруга – Теодора.
Мария е омъжена за унгарския принц Ищван, който намира убежище в Константинопол през 1157 г., след като организира неуспешен заговор за свалянето на брат си, крал Геза IV. Преди това обаче Мария е била готвена за съпруга на император Фридрих I Барбароса, за което в продължение на две години от 1153 г. между двете империи се водят преговори, докато през 1155 г. Барбароса не отказва да се ожени за племенницата на император Мануил I.
След смъртта на крал Геза IV на 31 май 1162, император Мануил I Комнин решава да предприеме поход срещу Унгария, за да свали коронования от унгарските барони крал Ищван III, да постави на унгарския престол съпруга на племенницата си Мария и по този начин да превърне Унгария във васал на Константинопол. По предложение на унгарските барони Мануил Комнин се съгласява за унгарски крал да бъде коронован Ласло, брат на Геза IV и на Ищван. Едва след смъртта на Ласло II 14 януари 1163 г., съпругът на Мария Комнина е коронован за крал на Унгария на 27 януари като Ищван IV, а Мария Комнина е обявена за негова кралица. Малко по-късно през същата година двамата са прогонени от Унгария и се завръщат във Византия, където Мануил I Комнин дава на племенницата си и съпруга ѝ управлението над областта Земония.
Ищван IV умира през 1165 г., а Мария Комнина го надживява с цели 25 години. Двойката не оставя наследници.